# Allen (Texas)
Allen város az USA Texas államában, Collin megyében. Lakosainak száma 104 627 fő (2020. április 1.).

## Népesség
A település népességének változása:

| 2010 | 84 246  |
| 2020 | 104 627 |